# NewSQL
NewSQL ist eine Gruppe von modernen relationalen Datenbanksystemen. Es handelt sich um die Untermenge der not-only SQL-Datenbanken, welche SQL oder eine SQL ähnliche Sprache zur Abfrage verwenden. 
Sie bieten den Vorteil von verteilten Workloads, während sie gleichzeitig ACID-Fähigkeit für OLTP-Datenbanken bereitstellen.

## Liste von NewSQL-Datenbanken
- ActorDB
- Agildata dbShards
- Apache Trafodion
- ArcadeDB
- Clustrix
- CockroachDB
- MemSQL
- NuoDB
- Pivotal GemFire XD
- Spanner
- SurrealDB
- TIBCO Active Spaces
- TiDB
- TokuDB
- TransLattice Elastic Database
- VoltDB
- YugabyteDB